# Bořek Dočkal
Bořek Dočkal (Městec Králové, 1988. szeptember 30. –) cseh válogatott labdarúgó, aki jelenleg a Sparta Praha játékosa.

## Sikerei, díjai
- Slovan Liberec
  - Cseh bajnok: 2011–12
- Sparta Praha
  - Cseh bajnok: 2013–14